# Спевсіпп

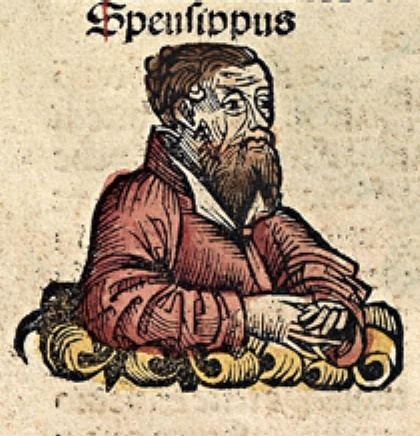
Спевсіпп, Нюрнберзька хроніка

Спевсіпп (грец. Σπεύσιππος, * близько 395 до н. е., Афіни — 334 до н. е.) — давньогрецький філософ, син Еврімедонта в Афінах і Потони, сестри Платона.
Про його виховання дбав Платон. Спевсіпп відвідував школу Ісократа. Багато часу він присвятив вивченню школи піфагорійців, з якими, імовірно, ближче познайомився, взявши участь у третій подорожі Платона в Сицилію. Згадується листування його з Діонісієм Сіракузьким і Філіппом Македонським.
Після смерті Платона став його наступником в академії, але внаслідок слабкого здоров'я вчителював тільки короткий час, а саме з 349 по 341  до н. е. Покінчив життя самогубством у 334 до н. е.
Діоген малює Спевсіппа людиною пристрасною і запальною. Його численні твори, які, начебто, Аристотель купив за 3 таланти, відомі під заголовком: грец. Υπομνήματα і діалогів (про багатство, про радість, про справедливість, про душу, про дружбу і т. д.). Загалом Спевсіпп схилявся до більш пантеїстичного світогляду. Від Платона відрізнявся тим, що надавав значного значення чуттєвому пізнанню і вищим принципом вважав єдність, а не ідею блага. Твори Спевсіппа не дійшли до нас.